# Cendrillon (roman)
Pour les articles homonymes, voir Cendrillon (homonymie).
Cendrillon est un roman d'Éric Reinhardt publié en 2007 aux éditions Stock.

## Intrigue
Le roman raconte une histoire très différente du Cendrillon des contes de Perrault ou des Grimm.
Dans ce livre, Éric Reinhardt met notamment en scène Laurent Dahl, un personnage qui monte un fonds spéculatif (hedge fund) à Londres. Ce trader pressé et stressé, se trouve entraîné dans une fuite, dès le début de l'histoire. 
Le roman est écrit « autour de quatre fils narratifs différents », entremêlés, dont l'un incarné par Reinhardt, qui y porte son propre nom, alors qu'il est absent des trois autres, organisés autour des personnages de Laurent Dahl, Patrick Neftel et Thierry Trockel, qui ressemblent cependant à peu à peu à ses avatars .
Au cours de son voyage, Laurent Dahl tente d'anticiper « le moment de la rencontre et les propos qu’il pourrait tenir » à une jeune femme inconnue « remarquée au moment du départ » d'un TGV Marseille/Paris, pour l’aborder dans le train ou sur le quai.Puis  il « cherche un prétexte pour différer l’invitation » qu'elle lui offre en réponse, ce qui fait qu'elle s’éloigne en réaction.

## Profil de l'auteur
Éric Reinhardt a obtenu de nombreuses distinctions, parmi lesquelles Globe de Cristal d'honneur (2012), le Prix Renaudot des lycéens (2014), le
Prix Roman France Télévisions (2014), et le Prix des étudiants France Culture-Télérama (2015).

## Inspiration
Pour écrire ce roman, Eric Reinhardt s'est lancé dans « une entreprise d’enquête sur sa propre histoire sociale et familiale », mais il aussi enquêté réellement auprès de spécialistes des fonds spéculatifs en 2007, juste avant la crise des subprimes, et dans le sillage de la bulle internet des années 2000. Le roman mêle aussi à l'intrigue des histoires sentimentales et l'auteur à cette occasion s'est aperçu qu'il « n'y a rien de plus humain que les mécanismes présidant à la finance ».
Au moment de l’affaire Kerviel, qui démarre en janvier 2008 par les pertes énormes d'un trader de la Société Générale, six mois après la parution du livre, ce dernier sera qualifié de prémonitoire.
L'auteur a déclaré  s’être imprégné de la lecture de nombreux « récits de soi » et avoir été marqué par « le romanesque de l’intime », d'écrivains tels que Thomas Bernhard, Hervé Guibert ou Paul Nizan.

## Réception critique
Le roman a été très bien reçu par la critique et même présenté comme un livre événement, l'auteur faisant la couverture du magazine Les Inrockuptibles et la Une « rentrée littéraire » de Libération, avec un long article de Philippe Lançon. La critique y voit notamment un manifeste esthétique et existentiel mais aussi un roman monde et une exploration critique de la société.